# Elección complementaria de Chile de agosto de 1955
El 28 de agosto de 1955 se realizó una elección parlamentaria complementaria para llenar la vacancia de un diputado en la Sexta Agrupación Departamental, correspondiente a los departamentos de Valparaíso y Quillota, luego del fallecimiento de Alfredo Nazar Feres (PR) el 16 de abril de 1955.
La elección extraordinaria fue convocada mediante un decreto promulgado el 18 de julio de 1955 y publicado en el Diario Oficial de la República de Chile al día siguiente.

## Candidatos
El Partido Radical (PR) definió su candidato a partir de dos ternas presentadas por las directivas departamentales en Valparaíso y Quillota. La directiva de Valparaíso presentó las postulaciones de Víctor Vicencio, Carlos Muñoz Horz y Enrique Eleodoro Guzmán, mientras que Quillota nominó a Carlos Muñoz Horz, Enrique Esquivel Marambio y Femando Cisterna. El 25 de abril el Comité Ejecutivo Nacional del partido  nominó oficialmente a Carlos Muñoz Horz como su candidato, recibiendo el apoyo del Partido Liberal al día siguiente. El 29 de abril el Frente Nacional del Pueblo (Frenap) —conformado por los partidos Comunista, Socialista de Chile, del Trabajo y Democrático de Chile— acordó apoyar la candidatura de Muñoz Horz.
El 13 de agosto el Partido Agrario Laborista (PAL) inscribió en la Dirección del Registro Electoral la candidatura de Guillermo Guzmán Durán, presidente de la Asociación de Industriales de Valparaíso y Aconcagua (Asival), sin embargo cuatro días más tarde este desistió de su postulación para enfocarse en sus actividades empresariales, por lo que el PAL retiró su candidatura. Al no haber contrincantes, Carlos Muñoz Horz fue el único candidato oficial en la elección extraordinaria.
Entre las candidaturas que no fructificaron estuvieron las del Partido Conservador Unido (PCU) —que inicialmente contemplaba a Edmundo Eluchans Malherbe como su candidato—, el Movimiento Nacional Independiente (MNI) —presentando a Julio Hayward Cárcamo— y Acción Renovadora de Chile —que planteaba la postulación del regidor Emilio Puebla—. El Partido Socialista Popular anunció el 3 de mayo que no apoyarían ningún candidato en la elección.

## Resultados
Para la elección extraordinaria estaban inscritos 97 615 ciudadanos. El resultado de la elección fue el siguiente:
| Candidato               | Candidato               | Candidato               | Partido                 | Partido                 | Votos  | %              | Resultado |
| ----------------------- | ----------------------- | ----------------------- | ----------------------- | ----------------------- | ------ | -------------- | --------- |
|                         |                         | Carlos Muñoz Horz       |                         | PR                      | 35 813 | \| \| 100 % \| | Diputado  |
| Total de votos válidos  | Total de votos válidos  | Total de votos válidos  | Total de votos válidos  | Total de votos válidos  | 35 813 |                |           |
| Votos en blanco         | Votos en blanco         | Votos en blanco         | Votos en blanco         | Votos en blanco         | 5491   |                |           |
| Votos nulos             | Votos nulos             | Votos nulos             | Votos nulos             | Votos nulos             | 9725   |                |           |
| Total de votos emitidos | Total de votos emitidos | Total de votos emitidos | Total de votos emitidos | Total de votos emitidos | 51 029 |                |           |
| Fuente: La Nación.      |                         |                         |                         |                         |        |                |           |
|                         | 100 %                   |                         |                         |                         |        |                |           |

Carlos Muñoz Horz se integró a la Cámara de Diputados el 11 de agosto de 1955.